# Dudín
Dudín (deutsch Dudin, 1939–1945 Studein) ist eine Gemeinde in Tschechien. Sie liegt zehn Kilometer südlich von Humpolec und gehört zum Okres Jihlava.

## Geographie
Dudín befindet sich am nordwestlichen Hang des Borový vrch (Borowiberg, 696 m) in der Böhmisch-Mährischen Höhe. Im Ort entspringt der Bach Dudínský potok und westlich der Březinský potok. Im Nordosten erhebt sich der Novákovsko (610 m), östlich der Čihadlo (664 m), im Südwesten der Ráj (625 m) und nordwestlich die Opálená (652 m).
Nachbarorte sind Buková im Norden, Ústí und Branišov im Nordosten, Šimanov im Osten, Zbilidy im Südosten, Opatov im Süden, Vyskytná und Polánky im Südwesten, Částonín und Petrkov im Westen sowie Zachotín und Mysletín im Nordwesten.

## Geschichte
Die erste schriftliche Erwähnung von Dudín erfolgte 1226 zusammen mit anderen Orten in einer Besitzbestätigungsurkunde Honorius III. für das Kloster Seelau.
Die während der Hussitenkriege verwaisten Seelauer Klostergüter übergab König Sigismund 1436 mit Einverständnis des nach Iglau geflüchteten Abtes dem Schutz und der Verwaltung Nikolaus Trčka von Lípas. Nachdem Georg von Podiebrad den Klosterbesitz 1458 den Trčka von Lípa auch in der Landtafel zugeschrieben hatte, errichtete Burian Trčka von Lípa die Herrschaft Jenikau. 1601 verkauften die Trčka Jenikau dem Iglauer Bürger Matthias Stubegg Ritter von Königstein (Matyáš Štubik z Kynigštejna). Bei der Erbteilung zwischen seinen Söhnen erhielt Samuel Stubegg 1606 den Jenikauer Anteil mit dem Städtchen Windig Jenikau und den Dörfern Winau, Opatau, Dudin, Maršov, Duschau, Jankau, Kalhau, Prusdorf und Chyška. Nach Stubeggs Tod fiel die Herrschaft 1619 an Magdalena Trčka von Lobkowicz. Während des Dreißigjährigen Krieges verarmte die Gegend und nachfolgend wechselten sich fremde Adelige in rascher Folge als Besitzer ab und setzten die Rekatholisierung der Bevölkerung durch. Bis 1848 blieb Dudin der Herrschaft Jenikau, deren Besitzer ab 1838 die Grafen von Rummerskirch waren, untertänig.
Nach der Aufhebung der Patrimonialherrschaften bildete Dudín ab 1850 eine Gemeinde im Bezirk Deutschbrod und Gerichtsbezirk Humpolec. 1863 schlossen sich die Protestanten aus Dudín, Opatov, Jankov, Dušejov, Zbilidy, Ústí, Nový Rychnov, Vyskytná, Hojkov und Milíčov, die seit dem Tolerantpatent nach Moraveč gepfarrt und zur Filialgemeinde Strměchy gehört hatte, zu einer evangelischen Kirchgemeinde zusammen. Im Jahr darauf begann der Bau der evangelischen Kirche in Opatov. Zwischen 1855 und 1868 war die Gemeinde der Bezirksverwaltung Humpolec unterstellt, die danach wieder aufgehoben wurde. 1910 wurde Dudín dem neuen Bezirk Humpolec zugeordnet. Im Jahre 1949 wurde das Dorf Teil des neu geschaffenen Jihlavský kraj. 1961 kam Dudín zum Okres Jihlava im Jihomoravský kraj.

## Ortsgliederung
Für die Gemeinde Dudín sind keine Ortsteile ausgewiesen. Zu Dudín gehört die Ansiedlung Buková (Bukowa) sowie mehrere Einödhöfe.

## Sehenswürdigkeiten
- Naturdenkmal Jankovský potok, westlich des Dorfes, der gesamte Oberlauf des Baches ist wegen des Vorkommens der Flussperlmuschel geschützt.
- Naturschutzgebiet Teich Březina, westlich des Ortes
- Steinkreuz aus dem Jahre 1893, am Dudínský rybník, nördlich des Dorfes
- Ausspanne